# Регата между Оксфордским и Кембриджским университетами
«Регата между Оксфордским и Кембриджском университетами» (англ. The Oxford and Cambridge University Boat Race) — немой короткометражный фильм Бирта Акреса. Не сохранился.

## Дата
Съёмки проводились 30 марта 1895 года. Самый ранний фильм, когда-либо созданный в Великобритании. Дата премьеры неизвестна. Впервые показан за пределами Лондона 5 мая 1896 года.